# Ronald Bronstein
Pour les articles homonymes, voir Bronstein.
Ronald Bronstein, né aux États-Unis, est un acteur, monteur et réalisateur américain. Le premier film qu'il a réalisé est un film de 2007, Frownland,,. Il tient le rôle principal dans Lenny and the Kids de Joshua et Ben Safdie; il est monteur de plusieurs films des mêmes frères Safdie.

## Filmographie

### Réalisateur
- 2007 : Frownland
- 2009 : Round Town Girls (court métrage)

### Acteur
- 2004 : Sean's Beach de Sean Price Williams
- 2009 : Lenny and the Kids de Joshua et Ben Safdie : Lennie
- 2011 : Eyes Find Eyes de Jean-Manuel Fernandez et Sean Price Williams
- 2025 : If I Had Legs I'd Kick You de Mary Bronstein (en)

### Monteur
- 2007 : Frownland (en) de Ronald Bronstein
- 2008 : Yeast (en) de Mary Bronstein (en)
- 2009 : Round Town Girls
- 2009 : Lenny and the Kids de Joshua et Ben Safdie
- 2014 : Mad Love in New York (Heaven Knows What) de Joshua et Ben Safdie
- 2017 : Good Time de Joshua et Ben Safdie
- 2019 : Uncut Gems de Joshua et Ben Safdie

### Producteur
- 2025 : If I Had Legs I'd Kick You de Mary Bronstein (en)